# Sound Asleep EP
Sound Asleep EP, cunoscut și ca Whisper EP este al doilea EP realizat de formația rock Evanescence. A fost realizat la un show în August 1999 cu ajutorul BigWig Enterprises. Este un CD-R foarte rar, doar 50 de copii fiind făcute, cîteodată semnate de Lee și Moody. 

## Track list
1. "Give Unto Me" (versiunea Sound Asleep) [1]– 2:00
2. "Whisper" (versiunea Sound Asleep) – 4:06
3. "Understanding" (versiunea Sound Asleep) – 4:51
4. "Forgive Me" – 3:02
5. "Understanding" (versiunea Evanescence EP) – 7:21
6. "Ascension of the Spirit" [2]– 11:48

## Sample
| (audio)                                              | \| Give Unto Me (info) \| \| "Give Unto Me" de pe Sound Asleep EP \| \| Whisper (info) \| \| "Whisper" de pe Sound Asleep EP \| \| Forgive Me (info) \| \| "Forgive Me" de pe Sound Asleep EP \| \| Understanding (info) \| \| "Understanding" de pe Evanescence EP și Sound Asleep \| \| Probleme în audiția fișierelor? Vezi ajutor media. \| |
| Give Unto Me (info)                                  | |
| "Give Unto Me" de pe Sound Asleep EP                 | |
| Whisper (info)                                       | |
| "Whisper" de pe Sound Asleep EP                      | |
| Forgive Me (info)                                    | |
| "Forgive Me" de pe Sound Asleep EP                   | |
| Understanding (info)                                 | |
| "Understanding" de pe Evanescence EP și Sound Asleep | |
| Probleme în audiția fișierelor? Vezi ajutor media.   | |

## Credite
- Amy Lee - voce, pian, aranjamente
- Ben Moody - chitară, tobe, chitară bas, aranjamente